# Jim Johnston
Jim Johnston, pseudonimo di James Alan Johnston (Pocahontas, 19 giugno 1952), è un compositore e musicista statunitense.
È principalmente ricordato per essere stato l'autore di molte delle musiche d'ingresso dei wrestler della World Wrestling Entertainment tra il 1985 e il 2017.

## Carriera
Il ruolo svolto da Johnston in WWE è quello di compositore ufficiale della musica per le colonne sonore dei programmi della WWE, dei videogiochi legati al marchio e dei contenuti web del sito ufficiale WWE. Johnston è celebre per aver prodotto molte delle theme song più memorabili delle Superstar WWE, incluse le musiche d'ingresso di The Undertaker, The Rock, D'Lo Brown e "Stone Cold" Steve Austin, oltre a centinaia di altre; brani poi inseriti nelle varie compilation WWE.
Oltre alle theme song delle superstar, Johnston si occupa di comporre la musica per la maggior parte dei pay-per-view WWE e per le varie trasmissioni televisive, inclusi spot pubblicitari, video musicali e scenette.
La prima occasione lavorativa per Johnston di lavorare nello sport d'intrattenimento si presentò quando egli collaborava con MTV e VH1 per creare spot pubblicitari. Il musicista incontrò in un ristorante un dirigente WWF, che successivamente gli presentò Vince McMahon che lo assunse nella compagnia.
Johnston è conosciuto per la sua abitudine di comporre e produrre il suo materiale in solitaria, suonando inoltre da solo tutti gli strumenti in sala di registrazione. Occasionalmente recluta qualche cantante o qualche session man per contribuire a canzoni particolari che lo necessitano, ma preferisce affidare il lavoro ad artisti sconosciuti o senza contratto piuttosto che interpellare musicisti prestigiosi. Nel 2008, Johnston ha espresso pubblicamente la sua frustrazione artistica in una intervista alla rivista Billboard, dove ha accusato la WWE di essere incapace di promuovere meglio la sua carriera musicale al di fuori del circuito del wrestling.

## Discografia

### Album in studio
- The Wrestling Album (1985)
- Piledriver: The Wrestling Album II (1987)
- WWF Full Metal (1996)
- WWF The Music, Vol. 2 (1997)
- WWF We Gotta Wrestle (1997)
- WWF The Music, Vol. 3 (1998)
- WWF The Music, Vol. 4 (1999)
- WWF Aggression (2000)
- WWF The Music, Vol. 5 (2001)
- WWF Forceable Entry (2002)
- WWE Anthology (2002)
- WWE Originals (2004)
- WWE ThemeAddict: The Music, Vol. 6 (2004)
- WWE Wreckless Intent (2006)
- WWE The Music, Vol. 7 (2007)
- A Jingle With Jillian (2007)
- Raw Greatest Hits: The Music (2007)
- WWE The Music, Vol. 8 (2008)[3]
- Voices: WWE The Music, Vol. 9 (2009)
- WWE The Music: A New Day, Vol. 10 (2010)

### Colonne sonore
- Legendary (2010)[4]
- Knucklehead (2010)[5]
- The Chaperone (2011)[6]